# Gran Premio de Francia de Motociclismo de 2019
El Gran Premio de Francia de 2019 (oficialmente SHARK Grand Prix de France) fue la quinta prueba del Campeonato del Mundo de Motociclismo de 2019. Tuvo lugar el fin de semana del 17 al 19 de mayo de 2019 en el Circuito Bugatti, situado a 5 km de la localidad de Le Mans (Sarthe), en los Países del Loira, Francia.
La carrera de MotoGP fue ganada por Marc Márquez, seguido de Andrea Dovizioso y Danilo Petrucci. Álex Márquez fue el ganador de la prueba de Moto2, por delante de Jorge Navarro y Augusto Fernández. La carrera de Moto3 fue ganada por John McPhee, Lorenzo Dalla Porta fue segundo y Arón Canet tercero.

## Resultados

### Resultados MotoGP
| Pos.    | N.º. | Piloto            | Constructor | Vueltas | Tiempo        | Parrilla | Puntos |
| ------- | ---- | ----------------- | ----------- | ------- | ------------- | -------- | ------ |
| 1       | 93   | Marc Márquez      | Honda       | 27      | 41:53.647     | 1        | 25     |
| 2       | 4    | Andrea Dovizioso  | Ducati      | 27      | +1.984        | 4        | 20     |
| 3       | 9    | Danilo Petrucci   | Ducati      | 27      | +2.142        | 2        | 16     |
| 4       | 43   | Jack Miller       | Ducati      | 27      | +2.940        | 3        | 13     |
| 5       | 46   | Valentino Rossi   | Yamaha      | 27      | +3.053        | 5        | 11     |
| 6       | 44   | Pol Espargaró     | KTM         | 27      | +5.935        | 12       | 10     |
| 7       | 21   | Franco Morbidelli | Yamaha      | 27      | +7.187        | 6        | 9      |
| 8       | 20   | Fabio Quartararo  | Yamaha      | 27      | +8.439        | 10       | 8      |
| 9       | 35   | Cal Crutchlow     | Honda       | 27      | +9.853        | 15       | 7      |
| 10      | 42   | Álex Rins         | Suzuki      | 27      | +13.709       | 19       | 6      |
| 11      | 99   | Jorge Lorenzo     | Honda       | 27      | +15.003       | 8        | 5      |
| 12      | 41   | Aleix Espargaró   | Aprilia     | 27      | +29.512       | 9        | 4      |
| 13      | 5    | Johann Zarco      | KTM         | 27      | +33.061       | 14       | 3      |
| 14      | 55   | Hafizh Syahrin    | KTM         | 27      | +35.481       | 21       | 2      |
| 15      | 88   | Miguel Oliveira   | KTM         | 27      | +36.044       | 16       | 1      |
| 16      | 36   | Joan Mir          | Suzuki      | 26      | +1 vuelta     | 18       |        |
| Ret     | 30   | Takaaki Nakagami  | Honda       | 18      | Caída         | 7        |        |
| Ret     | 29   | Andrea Iannone    | Aprilia     | 8       | Retirado      | 22       |        |
| Ret     | 12   | Maverick Viñales  | Yamaha      | 6       | Caída         | 11       |        |
| Ret     | 63   | Francesco Bagnaia | Ducati      | 6       | Caída         | 13       |        |
| Ret     | 53   | Tito Rabat        | Ducati      | 2       | Retirado      | 20       |        |
| DSQ     | 17   | Karel Abraham     | Ducati      | 5       | Bandera negra | 17       |        |
| 1. 2.   |      |                   |             |         |               |          |        |
| Fuente: |      |                   |             |         |               |          |        |

### Resultados Moto2
| Pos.    | N.º. | Piloto                | Constructor | Vueltas | Tiempo    | Parrilla | Puntos |
| ------- | ---- | --------------------- | ----------- | ------- | --------- | -------- | ------ |
| 1       | 73   | Álex Márquez          | Kalex       | 25      | 40:36.428 | 3        | 25     |
| 2       | 9    | Jorge Navarro         | Speed Up    | 25      | +1.119    | 1        | 20     |
| 3       | 40   | Augusto Fernández     | Kalex       | 25      | +1.800    | 14       | 16     |
| 4       | 41   | Brad Binder           | KTM         | 25      | +6.015    | 8        | 13     |
| 5       | 97   | Xavi Vierge           | Kalex       | 25      | +7.057    | 5        | 11     |
| 6       | 12   | Thomas Lüthi          | Kalex       | 25      | +9.401    | 2        | 10     |
| 7       | 33   | Enea Bastianini       | Kalex       | 25      | +10.095   | 16       | 9      |
| 8       | 23   | Marcel Schrötter      | Kalex       | 25      | +10.475   | 10       | 8      |
| 9       | 27   | Iker Lecuona          | KTM         | 25      | +11.246   | 22       | 7      |
| 10      | 11   | Nicolò Bulega         | Kalex       | 25      | +17.112   | 15       | 6      |
| 11      | 45   | Tetsuta Nagashima     | Kalex       | 25      | +18.537   | 31       | 5      |
| 12      | 21   | Fabio Di Giannantonio | Speed Up    | 25      | +19.817   | 20       | 4      |
| 13      | 10   | Luca Marini           | Kalex       | 25      | +27.815   | 19       | 3      |
| 14      | 16   | Joe Roberts           | KTM         | 25      | +27.888   | 29       | 2      |
| 15      | 62   | Stefano Manzi         | MV Agusta   | 25      | +49.139   | 24       | 1      |
| 16      | 3    | Lukas Tulovic         | KTM         | 25      | +50.800   | 9        |        |
| 17      | 96   | Jake Dixon            | KTM         | 25      | +51.688   | 11       |        |
| 18      | 72   | Marco Bezzecchi       | KTM         | 25      | +53.223   | 27       |        |
| 19      | 65   | Philipp Öttl          | KTM         | 25      | +1:00.859 | 32       |        |
| 20      | 88   | Jorge Martín          | KTM         | 25      | +1:03.717 | 13       |        |
| Ret     | 77   | Dominique Aegerter    | MV Agusta   | 24      | Retirado  | 25       |        |
| Ret     | 20   | Dimas Ekky Pratama    | Kalex       | 21      | Caída     | 28       |        |
| Ret     | 18   | Xavier Cardelús       | KTM         | 20      | Retirado  | 30       |        |
| Ret     | 87   | Remy Gardner          | Kalex       | 13      | Caída     | 12       |        |
| Ret     | 4    | Steven Odendaal       | NTS         | 12      | Caída     | 21       |        |
| Ret     | 64   | Bo Bendsneyder        | NTS         | 12      | Retirado  | 17       |        |
| Ret     | 24   | Simone Corsi          | Kalex       | 9       | Caída     | 18       |        |
| Ret     | 22   | Sam Lowes             | Kalex       | 8       | Caída     | 26       |        |
| Ret     | 35   | Somkiat Chantra       | Kalex       | 8       | Caída     | 23       |        |
| Ret     | 7    | Lorenzo Baldassarri   | Kalex       | 1       | Caída     | 7        |        |
| Ret     | 54   | Mattia Pasini         | Kalex       | 1       | Caída     | 4        |        |
| Ret     | 5    | Andrea Locatelli      | Kalex       | 0       | Caída     | 6        |        |
| 1. 2.   |      |                       |             |         |           |          |        |
| Fuente: |      |                       |             |         |           |          |        |

### Resultados Moto3
| Pos.        | N.º. | Piloto              | Constructor | Vueltas | Tiempo    | Parrilla | Puntos |
| ----------- | ---- | ------------------- | ----------- | ------- | --------- | -------- | ------ |
| 1           | 17   | John McPhee         | Honda       | 22      | 37:48.689 | 1        | 25     |
| 2           | 48   | Lorenzo Dalla Porta | Honda       | 22      | +0.106    | 13       | 20     |
| 3           | 44   | Arón Canet          | KTM         | 22      | +0.757    | 12       | 16     |
| 4           | 19   | Gabriel Rodrigo     | Honda       | 22      | +0.978    | 5        | 13     |
| 5           | 16   | Andrea Migno        | KTM         | 22      | +1.201    | 9        | 11     |
| 6           | 27   | Kaito Toba          | Honda       | 22      | +1.410    | 8        | 10     |
| 7           | 13   | Celestino Vietti    | KTM         | 22      | +1.451    | 19       | 9      |
| 8           | 22   | Kazuki Masaki       | KTM         | 22      | +1.636    | 15       | 8      |
| 9           | 84   | Jakub Kornfeil      | KTM         | 22      | +1.848    | 21       | 7      |
| 10          | 25   | Raúl Fernández      | KTM         | 22      | +2.049    | 20       | 6      |
| 11          | 75   | Albert Arenas       | KTM         | 22      | +2.663    | 14       | 5      |
| 12          | 5    | Jaume Masiá         | KTM         | 22      | +3.748    | 23       | 4      |
| 13          | 76   | Makar Yurchenko     | KTM         | 22      | +11.812   | 10       | 3      |
| 14          | 71   | Ayumu Sasaki        | Honda       | 22      | +11.896   | 24       | 2      |
| 15          | 12   | Filip Salač         | KTM         | 22      | +30.511   | 18       | 1      |
| 16          | 61   | Can Öncü            | KTM         | 22      | +32.544   | 27       |        |
| 17          | 69   | Tom Booth-Amos      | KTM         | 22      | +40.026   | 28       |        |
| Ret         | 7    | Dennis Foggia       | KTM         | 17      | Caída     | 16       |        |
| Ret         | 21   | Alonso López        | Honda       | 17      | Caída     | 17       |        |
| Ret         | 24   | Tatsuki Suzuki      | Honda       | 17      | Retirado  | 4        |        |
| Ret         | 14   | Tony Arbolino       | Honda       | 16      | Caída     | 2        |        |
| Ret         | 77   | Vicente Pérez       | KTM         | 15      | Caída     | 25       |        |
| Ret         | 23   | Niccolò Antonelli   | Honda       | 14      | Caída     | 7        |        |
| Ret         | 55   | Romano Fenati       | Honda       | 9       | Retirado  | 11       |        |
| Ret         | 42   | Marcos Ramírez      | Honda       | 7       | Caída     | 6        |        |
| Ret         | 54   | Riccardo Rossi      | Honda       | 6       | Caída     | 26       |        |
| Ret         | 40   | Darryn Binder       | KTM         | 1       | Caída     | 29       |        |
| Ret         | 79   | Ai Ogura            | Honda       | 0       | Caída     | 3        |        |
| Ret         | 11   | Sergio García       | Honda       | 0       | Caída     | 22       |        |
| 1. 2. 3. 4. |      |                     |             |         |           |          |        |
| Fuente:     |      |                     |             |         |           |          |        |